# Осада Кремы
Осада Кремы (ит. Assedio di Crema) — осада города Крема в Ломбардии войсками Священной Римской империи, длившаяся с 2 июля 1159 года по 25 января 1160 года. Осада Кремы и захват Фридрихом Барбароссой Милана в 1162 году положили начало войнам гвельфов и гибеллинов, что привело к образованию Ломбардской лиги, союза североитальянских коммун, объединившихся при поддержке папы против императора.

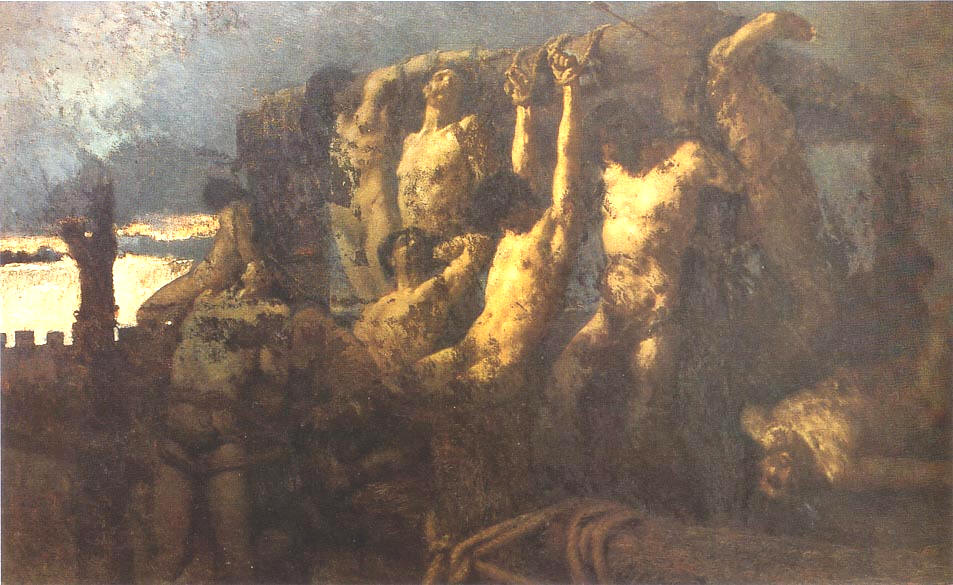
Заложники Кремы. Картина Гаэтано Превиати (1879)

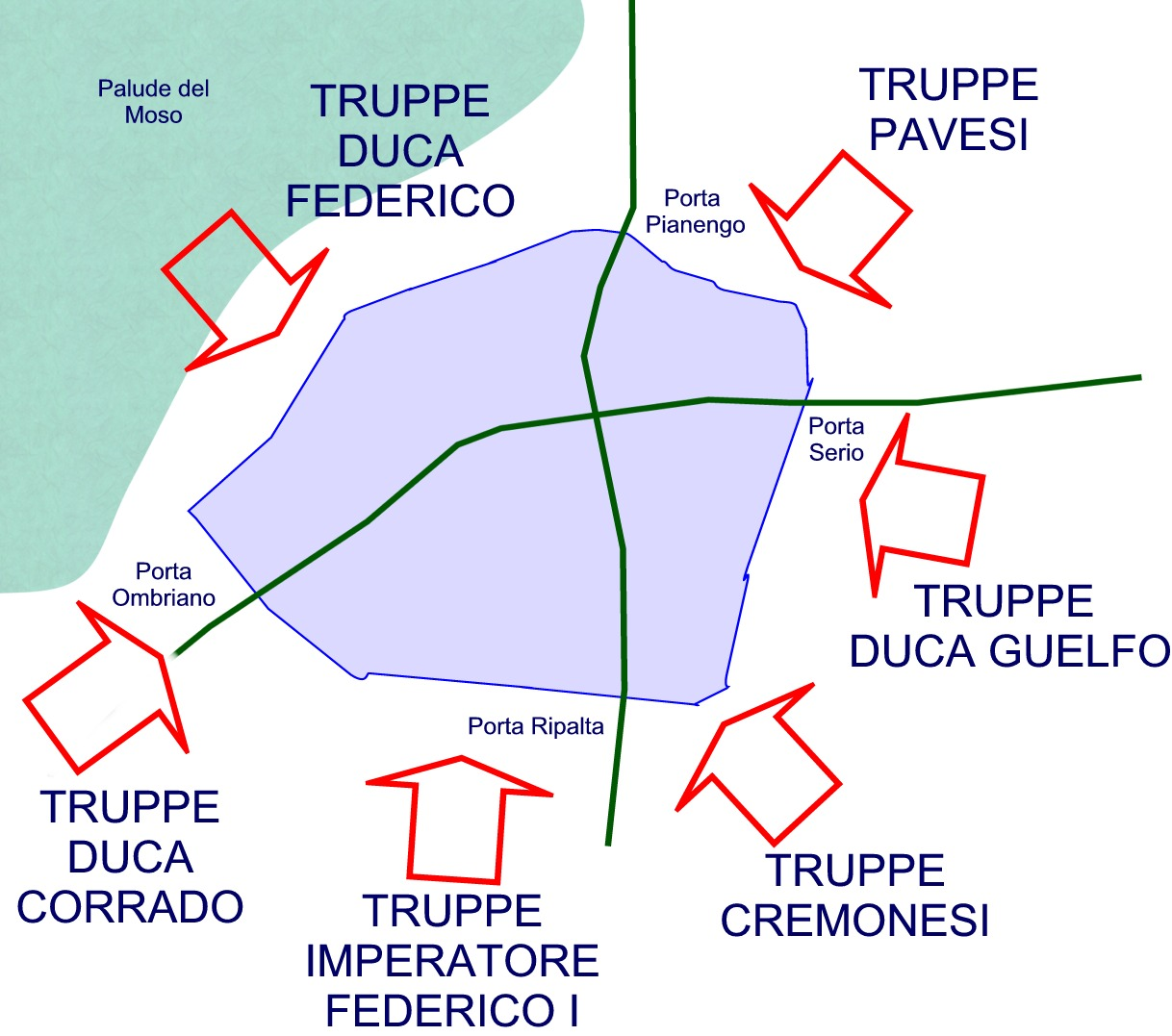
Схема осады

## Предыстория
В 1158 году император Священной Римской империи Фридрих Барбаросса привёл армию в северную Италию, чтобы ограничить автономию ее коммун. Главный союзник империи, Кремона, в это время ссорился с соседней Кремой из-за прав и привилегий, в частности, причитающихся епископам Кремоны. Крема также была союзницей Милана, и это рассматривалось как угроза расширения миланской власти в направлении Кремоны и реки По. На встрече, состоявшейся в Казале-Монферрато, кремонцы убедили Фридриха атаковать Крему, а также заплатили ему 15 000 серебряных крон в обмен на его помощь.

## Ход осады
После того, как ультиматум, отправленный Фридрихом 2 февраля 1159 года, с требованием разрушить стены Кремоны, был отклонен, император начал осаду. Город расположен на болотистой равнине и был защищен несколькими рвами и высокой двойной стеной. У защитников было девять баллист. Милан попытался спасти Крему, напав на соседний город, но Барбаросса отбросил миланцев.
В октябре 1159 года осаждающие заняли ближние подступы и стали засыпать рвы. К декабрю путь был готов, и немцы начали передвигать осадную башню, но непрерывный обстрел камнями из баллист защитников остановил её продвижение. Барбаросса приказал покрыть башню мокрой кожей и тканью и повесить на ней нескольких заложников из Кремы и Милана. Он думал, что таким образом осаждающие воздержатся от бросания камней, чтобы не убить их. Однако кремаски, возможно, подстрекаемые самими заложниками, продолжили обстреливать башню, заставив её отступить.
6 января башня с таранам под прикрытием лучников и арбалетчиков, медленно возобновила свое движение. Метание зажигательных бочек со стен, чтобы её поджечь, не дало никаких результатов. В эти дни к врагу перешёл военный инженер Маркезе (или Маркизио), который спланировал передвижной мост размером около 24 x 3,5 метра и новую осадную машину, которая вместе с вышеупомянутой башней позволила бы продвигаться по уже засыпанному участку рва.
21 января начался последний штурм. Используя передвижные мост и осадную башню, имперским войскам удалось подняться на стены, сбив с них осаждённых. Город оказался под обстрелом из арбалетов и луков, и  25 января состоялась капитуляция.

## Результаты
Около 20 000 выживших горожан получили разрешение уйти с тем, что могли унести, а сама Крема была разграблена и разрушена дотла. Указ, изданный Фридрихом в 1162 году в Лоди, официально запретил ее восстановление. Милан также был взят и разрушен два года спустя, завершив первую фазу войны.